# Василиј Кандински
Василиј Васиљевич Кандински (рус. Василий Васильевич Кандинский; 4/16. децембар 1866 — 13. децембар 1944), био је руски сликар. Познат је као пионир апстрактног сликарства.

## Биографија
Кандински се родио у богатој трговачкој породици која се из Москве убрзо преселила у Одесу, где су се његови родитељи убрзо развели, па о њему наставља да брине тетка. У Одеси је похађао класичну гимназију, а упоредо примао приватне часове музике, цртања и сликања. Током 1886. године поново је отишао у Москву где је започео студије права и економије на Московском универзитету. Од 1892. почео је предавати право на Московском универзитету, а поред тога је и сликао. Године 1889, предузео је експедицију на Урал где је студирао правни систем сирјанских племена. Необично су га занимале геометријске слике и апстракције на њиховим бубњевима и то се одразило на његовим сликама.
Од 1896. године студирао је уметност на Минхенском универзитету где се пријатељио са групом „Фаланкс“. Године 1906, и 1907. провео је у Севру у Француској и приклонио се ка експресионизму. Од 1908. године је живео у баварском месту Мурнау и упознао се са теозофом Рудолфом Штајнером који је јако утицао на њега. Са својом пријатељицом Габријелом Минтер, Алексејем Јавленским, Алфредом Кубином и другим уметницима основао је 1909. „Ново уметничко удружење“. Кандински је почео у то доба да слика своје апстрактне слике тако да се са овом групом разишао и основао је групу „Плави јахач“, а 1912. је издао јако утицајну књигу „О духовности у уметности“.
Када је почео Први светски рат, побегао је са Минтеровом у Швајцарску, а одатле у Русију где је био професор на уметничким школама. Током Руске револуције изгубио је значајан део своје имовине и са задовољством је прихватио позив Валтера Гропијуса да буде професор на Баухаусу у Вајмару, Десауу и Берлину. У то су се доба у његовим сликама под утицајем конструктивизма дефинитивно појавиле геометријске структуре.
Године 1924, скупа са Лионел Фајнигером, Паулом Клеом и Алексејем Јавленским основао је групу „Плава четворка“ и 1928. године добио немачко држављанство. Са америчким милионером Соломоном Гугенхајмом се срео 1930. Он је у то време оснивао збирку „не-објективног сликарства“ и из тог познанства је створена збирка од више од 150 слика Кандинског.
Када су нацисти 1933. године укинули Баухаус, отишао је у Француску. Нацисти су 1937. године узели 57 његових слика из музеја и изложили као „дегенеративну уметност“ на срамној изложби.
У Француској је 1939. године добио држављанство и завршио своју последњу велику композицију „Композиција X“. Кандински је умро 1944. године.

## Теорија боја
Кандински је поседовао врло високу сликарску интелигенцију и имао истанчан осећај за боје и форме. Свим је бојама дао дубљи унутрашњи значај и асоцијације те их је стављао поред супротних боја.
- Плаво (хладно, небо, надчулно, бескрајност и мир, концентрично) – Жуто (топло, земаљско до наметљиво, агресивно, ексцентрично)
- Црно (тамно) – Бело (светло)
- Црвено – Зелено
- Наранџасто – Љубичасто

Његова се теорија темељила на синестезији, он је бојама додељивао различите утиске, плава боја је имала особину бит „мекана“ и „ароматична“, жута „љута“ и „реска“. Тачка је праелемент, оплодња празног простора. Хоризонтала је хладан, носећи темељ, ћутљив и „црн”. Вертикала је активна, топла, „бела”. Слободне линије су покретне, „плаве” и „жуте”. Раван је доле тешка, горе лака, лево као „удаљеност”, десно као „кућа”. Осим тога је тражио припадност боја одређеним формама:
- Плаво – круг
- Црвено – квадрат
- Жуто – троугао

## Паралеле са музиком
Са растом ступња апстрактности у његовим сликама развио је Кандински својеврсну граматику која им је омогућила да ради у беспредметности. Као узор му је служила музика, у којој се осећаји изражавају нотама. Слично као у музици је делио своја дела у три категорије
- „Импровизација” – Импровизација, изненадни процеси у „унутрашњој природи”, у карактеру
- „„Импресија” – Импресија, утисци из „спољне природе”
- „ Композиција” – Композиције, полако настајући израз карактера који скоро педантно испитан и разрађен, свесно стоји у првом плану.

Темељна идеја је чути боје, видети звукове. Циљ уметности је хармонија боја и додиривање људске душе. „Обојани звукови” прерастају у „обојане симфоније” које као и тонови и звукови у музици могу изазвати хармоничне или дисонантне осећаје.
- форма – типка клавира
- продорно жуто – високи тонови трубе
- светло плаво – флаута
- тамно плаво – виолончело
- дубоко плаво – звук контрабаса
- дубоко, свечано плаво – звук оргуље

## Стваралаштво
Кандински је покушавао сваки мотив да слика техником која му одговара. То је посебно видљиво у сликама чији су мотиви фолклористичке природе из његовог руског завичаја. Он не слика дугим покретима киста који су динамични већ више у поинтилитичком стилу, строго геометријски и орнаментално, слично као у руској народној уметности.
На сликама: „Grüngasse in Murnau” из 1909. и „Gabriele Münter beim Malen in Kallmünz” из 1903. видљива је промена у његовом сликарству. У слици „Gabriele Münter beim Malen in Kallmünz” види се сликарка која стоји пред својим платном, попречно се налази ограда која је прекинута у висини њене главе. У позадини су куће, највероватније сеоско имање, боје су нанесене импресионистичким паралелним потезима киста. Али стил ове слике је због перспективе и пригушених боја ближи романтизму него неоимпресионизму или чак експресионизму. У слици „Grüngasse in Murnau” је мотив препознатљив (куће, цеста, грмље у цвату) али само као оквир за његов колорит блиставих, контрастних боја. Кандински је већ у овој слици редуковао форме и опуштено наносио великодушно густе слојеве боје на пространим површинама слике чији је мотив секундаран. Боје његових фасада, кровова, прозора, нису природне боје, то није локални колорит традиционалног баварског села. Његови контрасти, жуто поред наранџастог и плавог резултат су естетских посматрања. Како се боје у његовом делу све више осамостаљују тако су перспектива и мотив секундарнији.
Следећих година Кандински ради у Минхену и Мурнау на својој теорији уметности, 1911. и 1912. издаје две публикације „О духовном у уметности”, те „Питање форме”. Да ли уметник говори о својој уметности или пушта да његова уметност за себе говори, то зависи од његове природе. Историја уметности познаје различите примере и објашњење властите уметности није увек било оптимално прихваћено од публике или критике. Кандински је упркос томе одлучио да све своје радове теоријама објасни. Његова је публикација издата у 3 издања, шта може имати два узрока: теоретична подршка у разумевању његове уметности је била нужна или, он је објавио у право време за публику која је била заинтересована, шта је у овом случају вероватније. Истовремено раде различити уметници у другим земљама паралелно на текстовима о беспредметној уметности: Деалунај и Франтишек Купка у Француској, Пит Мондријан у Холандији, Казимир Маљевич у Русији.
Кандинском је био скоро десетогодишњи процес учења и сазревања потребан да би формулирао своје теорије. За то време су и два „сусрета” била од великог значаја, Монеова слика „Пласт сена” коју је видео у Москви на једној изложби 1895. Монеове блиставе боје су га првотно импресионирале без спознаје о којем се мотиву ради. Другу слику је видео у свом атељеу, њен слободан и динамичан ритам га је одушевио, касније је приметио да се ради о његовој властитој слици која је стала наопако. Оба доживљаја су га учврстила у уверењу да предметност није потребна, већ да композиција може бити слободно обликовање боја и форми. У публикацији Вилхелма Воринxера „Abstraktion und Einfühlung” (Апстракција и емпатија) из 1907. је читао истомишљене теорије; Воринџер је уметничко дело видио „као самосталан организам равноправан природи”. То је реченица која подсећа на Сезан: „уметност је хармонија паралелна са природом.” У музици Шенберга види аналогију свом сликарству. Шенберг је музичар за којег Кандински каже да је у музици постигао оно што је Кандински желио постићи у сликарству.
У својој теорији уметности разликује два пола: „велику реалистику” и „велику апстракцију”, предметно и беспредметно. Представници првог пола преносе мотиве верно на платно. Представници другог покушавају се одрећи свих предметних форми и у њиховим делима дати одушак унутрашњем гласу, унутрашњем звуку. Материјал за беспредметно сликање су форме и боје које немају самовредни квалитет већ су емоционална средства истраживања. Кандинскијеве пресуђујуће уметничке године биле су оне у Минхену и Мурнау. Тамо је формулирао своје теорије „Духовност у уметности” и тамо је 1910. сликао први беспредметни акварел. Још дан данас утичу његове теорије на дела многобројних уметника.

## Награда Кандински
Награда Кандински је награда коју је Нина Кандински увела у успомену на свог мужа. Њен циљ је био да подстиче младе уметнике који раде апстрактна и информална дела. Награда је додељивана дуги низ година, 1946 - 1961. Награда Кандински није повезана са Кандинскијевом наградом, коју од 2007. додељује руска Артхроник задужбина уз подршку Немачке банке у Москви.

## Галерија изабраних радова
- Плави јахач, 1903, уље на платну, 52.1 x 54.6 cm
- Фуга, 1914, уље на платну, 129.5 × 129.5 cm Базел
- Амазонка на коњу, 1911, уље на платну, 16 × 13 cm, Баку